# Eden Tv
Eden Tv è stata un'emittente televisiva locale visibile in Veneto, la cui sede era in via Scandolera 30, a Colbertaldo di Vidor, in provincia di Treviso. L'emittente era visibile in Veneto al canale 86 del digitale terrestre.
Ha chiuso le trasmissioni e il segnale il 31 maggio 2018.

## Principali programmi
- Veneto Attualità: edizione giornaliera che racconta i principali fatti e i principali avvenimenti avvenuti in Veneto;
- Vita Vivace: programma di attualità, moda e benessere, condotto da Claudio Agostini
- ViviNight: programma dedicato alla musica e non solo, condotto da Nino Carollo;
- Veneto Sportivo: notiziario sportivo condotto da Mirco Villanova;
- Amici Animali
- Pillole di Medicina

## Altri programmi
- Hard Trek
- Salute e società
- Prendimi con Te News
- Epoca che storia
- Video motori
- Superpass
- DriverTV
- A tambur Battente Show
- Bouquet Tv
- Coming Soon
- Super Sea